# 스텔라 데우스
《스텔라 데우스》(일본어: ステラデウス, 영어: Stella Deus: The Gate of Eternity)는 2004년 아틀러스와 파인그로우(パイングロウ)가 공동 개발하여 플레이스테이션 2로 출시한 전략 롤플레잉 게임이다. 일본과 북아메리카에서 아틀러스가, 유럽에서 505 게임스가 배급하였다. 플레이어는 배치와 장비 분배, 개별 캐릭터의 특수 기술을 위주로 진행되는 이야기 중심의 전략 임무를 수행한다.
《스텔라 데우스》는 2002년에 제작을 시작하였으며, 종교적 갈등을 주제로 한 게임의 스토리는 판타지 작가인 미즈노 료가 감수하였다. 캐릭터 디자인과 미술 감독을 《페르소나》에 참여한 소에지마 시게노리가 담당했다. 게임의 음악을 사키모토 히토시와 이와타 마사하루가 작곡하였다.